# Копиевка (Ильинецкий район)
Копи́евка (укр. Копіївка) — село на Украине, находится в Ильинецком районе Винницкой области.
Код КОАТУУ — 0521283403. Население по переписи 2001 года составляет 646 человек. Почтовый индекс — 22741. Телефонный код — 4345.
Занимает площадь 2,34 км².